# Mitch Lightfoot
Mitchell Marion Lightfoot, detto Mitch (Tucson, 14 luglio 1997), è un cestista statunitense.